# Micoletzkyia nudicapitata
Micoletzkyia nudicapitata är en rundmaskart som beskrevs av Allgen 1959. Micoletzkyia nudicapitata ingår i släktet Micoletzkyia och familjen Phanodermatidae. Inga underarter finns listade i Catalogue of Life.